# 小村神社前駅
小村神社前駅（おむらじんじゃまええき）は、高知県高岡郡日高村下分にある四国旅客鉄道（JR四国）土讃線の駅である。
駅名は近くの小村神社にちなむ。駅名標には愛称として、小村神社の別名である「土佐二の宮」が付けられている。

## 歴史
JR四国発足以降、4つ目の新駅である。日高村に予定されている産業廃棄物処理施設建設に伴う地域振興策として建設が決定し、2008年3月15日に開業した。
JR四国では駅番号設定後初の新駅となり、K08-1という枝番の形で番号が定められた。

### 年表
- 2008年（平成20年）3月15日：開業[2]。

## 駅構造
単式ホーム1面1線を有する地上駅。ホームと短い上屋があるのみの、簡素な駅である。ホーム東端にスロープ式の出入口が設置されている。無人駅。

## 駅周辺
- 小村神社
- 国道33号
- 日下川

## 隣の駅
四国旅客鉄道（JR四国）
■土讃線
■普通
波川駅 (K08) - 小村神社前駅 (K08-1) - 日下駅 (K09)